# Jacob Romeis

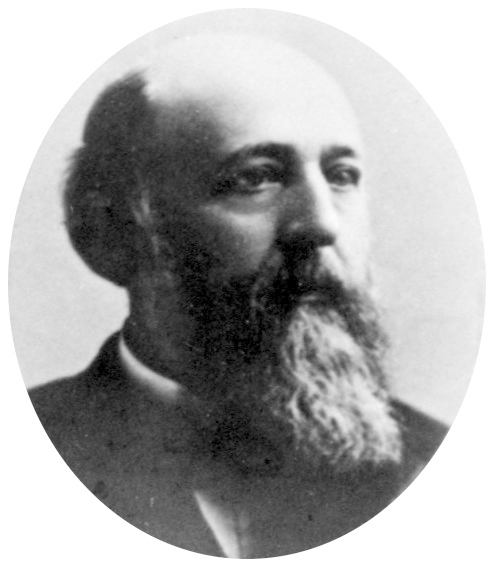
Jacob Romeis

Jacob Romeis (* 1. Dezember 1835 im Königreich Bayern; † 8. März 1904 in Toledo, Ohio) war ein US-amerikanischer Politiker. Zwischen 1885 und 1889 vertrat er den Bundesstaat Ohio im US-Repräsentantenhaus.

## Werdegang
Jacob Romeis besuchte die öffentlichen Schulen seiner bayerischen Heimat. Im Jahr 1847 kam er mit seinen Eltern in das Erie County im Bundesstaat New York. In Buffalo setzte er seine Schulausbildung fort. Später arbeitete er beim Versand und bei der Eisenbahn. Im Jahr 1856 zog er nach Toledo in Ohio, wo er später Obst anbaute. In den Jahren 1874 und 1876 wurde er in den dortigen Gemeinderat gewählt, dessen Präsident er im Jahr 1877 war. Von 1879 bis 1885 amtierte er als Bürgermeister von Toledo im Bundesstaat Ohio. Dabei war er Mitglied der Republikanischen Partei.
Bei den Kongresswahlen des Jahres 1884 wurde Romeis im zehnten Wahlbezirk von Ohio in das US-Repräsentantenhaus in Washington, D.C. gewählt, wo er am 4. März 1885 die Nachfolge von Frank H. Hurd antrat. Nach einer Wiederwahl konnte er bis zum 3. März 1889 zwei Legislaturperioden im Kongress absolvieren. Im Jahr 1888 wurde er nicht bestätigt. Nach seiner Zeit im US-Repräsentantenhaus arbeitete Jacob Romeis im Obstanbau nahe Toledo. Dort ist er am 8. März 1904 auch verstorben.